# Lexis bipunctigera
Lexis bipunctigera là một loài bướm đêm thuộc phân họ Arctiinae, họ Erebidae.